# Hospital de la Universidad de Oslo
El Hospital de la Universidad de Oslo (en noruego: Oslo universitetssykehus HF) es el hospital más grande de Noruega y del norte de Europa, con una fuerza laboral de más de 20.000 personas. Fue establecido el 1 de enero de 2009, por la fusión de tres de los hospitales universitarios de Oslo: Riskshospitalet (El Hospital Nacional) (fundado en 1826, y que incluye el ex Radiumhospitalet), el Hospital Universitario Ullevål (fundada en 1887), y el Hospital de la Universidad de Aker (fundado 1895). Está afiliada a la Facultad de Medicina de la Universidad de Oslo (fundada en 1811). 